# Edward Dering (2e baronnet)
Edward Dering (8 ou 12 novembre 1625-24 juin 1684) est un homme politique anglais qui siège à la Chambre des communes à divers moments entre 1660 et 1674.

## Biographie

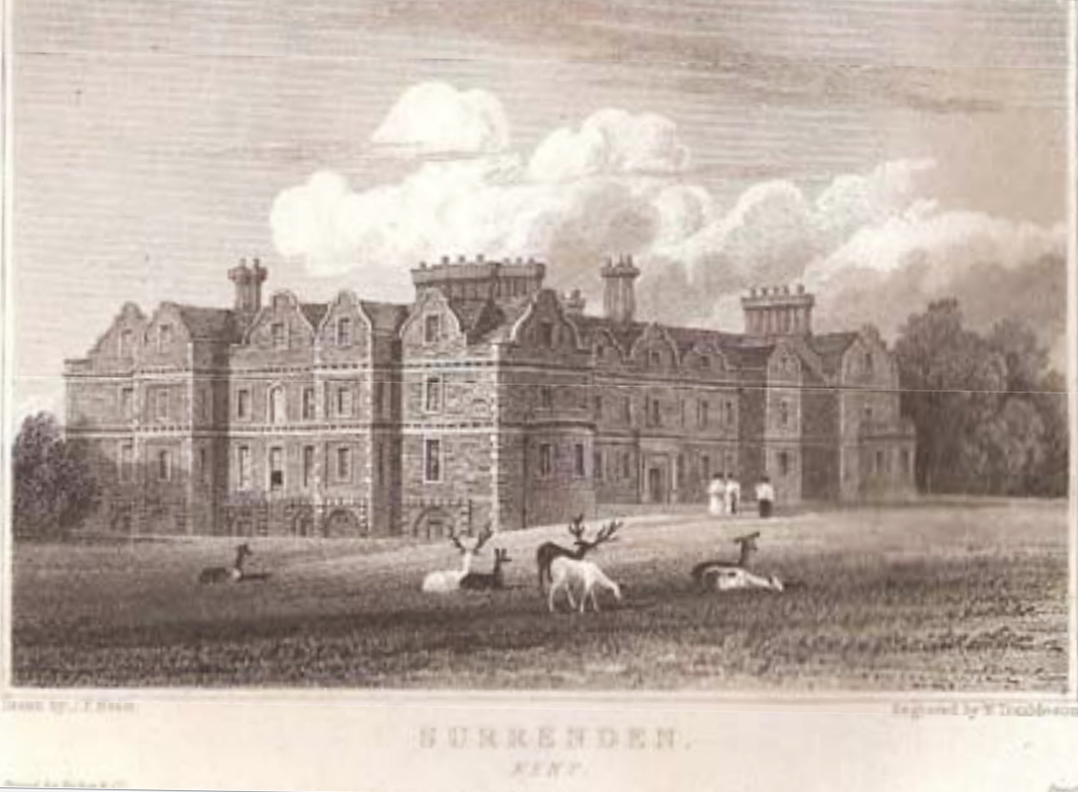
Surrenden House, Dering c.1820

Il est le fils aîné et héritier de Sir Edward Dering (1er baronnet) (en) de Pluckley, Kent de son deuxième mariage avec Anne, sœur de John Ashburnham (en). Il fait ses études à Heathfield en 1632, Cripplegate, Londres sous Thomas Farnaby en 1633, Throwley sous M. Craig de 1634 à 1637 et Woodford sous M. Copping de 1637 à 1639 . Il est admis en tant au Sidney Sussex College, Cambridge en 1640  et transféré à Emmanuel College, Cambridge en 1642 et obtient un BA en 1643. En 1644, il entre à Middle Temple. Il a 18 ans à la mort de son père, qui laisse une veuve et plusieurs jeunes enfants en 1644. Il part à Leyde en 1644 et voyage à l'étranger aux Pays-Bas et en France jusqu'en 1646.
En avril 1660, Il est élu député de Kent au Parlement de la Convention. Il est nommé l'un des six commissaires pour l'exécution de l'Act of Settlement en Irlande en juillet 1662 et est élu à la Chambre des communes irlandaise en tant que député de Lisburn. En 1670, il est élu député d'East Retford lors d'une élection partielle au Parlement cavalier. Il est élu député de Hythe aux deux élections de 1679 et de 1681. Il est également nommé commissaire du Trésor en 1679 .
Il est décédé à Londres à l'âge de 58 ans et est enterré à Pluckley.

## Famille
Il épouse Mary Harvey, fille de Daniel Harvey (un frère du Dr William Harvey) et d'Elizabeth, fille de Henry Kynnersley le 5 avril 1648 . Ils ont eu 17 enfants, dont 10 ont survécu jusqu'à l'âge adulte. Son fils Edward Dering (3e baronnet) lui succède. Parmi les autres enfants, Elizabeth est mariée à Sir Robert Southwell, et est l’ancêtre de Camilla, duchesse de Cornouailles ; Catherine à Sir John Perceval, 3e baronnet, et est la mère de John Perceval (1er comte d'Egmont); et Mary à Thomas Knatchbull, 3e baronnet .